# Puchar Włoch w rugby union mężczyzn (2020/2021)
Puchar Włoch w rugby union mężczyzn (2020/2021) – trzydziesta trzecia edycja Pucharu Włoch mężczyzn w rugby union. Zarządzane przez Federazione Italiana Rugby zawody zostały zaplanowane w dniach 17 października 2020 – 14 marca 2021 roku, jednak zostały przerwane w związku z pandemią COVID-19, a następnie odwołane. Nie wyłoniono zwycięzcy.
Z pierwszych dwóch kolejek rozegrano jedynie trzy spotkania. Pod koniec grudnia 2020 roku FIR podjęła decyzję o odwołaniu pozostałych meczów tej edycji bez wyłonienia zwycięzcy.

## System rozgrywek
Pod koniec lipca 2020 roku FIR opublikował trzy warianty męskich rozgrywek ligowych i pucharowych w sezonie 2020/2021 – dwa z nich nie przewidywały rozegrania pucharu kraju, ostatecznie dwa miesiące później potwierdzono ich rozgrywanie w nieco zmienionym formacie.
Do zawodów miało przystąpić dziesięć zespołów najwyższej klasy rozgrywkowej, które w tym sezonie nie występowały w europejskich pucharach, podzielonych na dwie pięciozespołowe grupy. Rozgrywki były prowadzone w pierwszej fazie systemem kołowym w terminach, w których odbywały się mecze pucharowe. Do drugiej fazy rozgrywek awansowali zwycięzcy grup, którzy na neutralnym stadionie rozegrali mecz o puchar kraju. Harmonogram spotkań został opublikowany we wrześniu 2020 roku.

## Faza grupowa

### Grupa A
| 17 października 2020 | Viadana | 13:35(6:19) | Valorugby Emilia | Stadio Luigi Zaffanella, Viadana Widzów: 500 Sędzia: Andrea Piardi |
| 17 października 2020 |         | 13:35(6:19) |                  | Stadio Luigi Zaffanella, Viadana Widzów: 500 Sędzia: Andrea Piardi |

### Grupa B
| 17 października 2020 | Petrarca | 53:12(27:0) | Colorno | Centro Sportivo Memo Geremia, Padwa Widzów: 150 Sędzia: Gianluca Gnecchi |
| 17 października 2020 |          | 53:12(27:0) |         | Centro Sportivo Memo Geremia, Padwa Widzów: 150 Sędzia: Gianluca Gnecchi |

| 24 października 2020 | Colorno | 16:22(6:10) | Fiamme Oro | Stadio Nando Capra, Noceto Widzów: 0 Sędzia: Riccardo Angelucci |
| 24 października 2020 |         | 16:22(6:10) |            | Stadio Nando Capra, Noceto Widzów: 0 Sędzia: Riccardo Angelucci |